# Gabriel Pérsico
Gabriel Pérsico (* 1955 in Buenos Aires) ist ein argentinischer Flötist und Musikpädagoge.
Pérsico studierte Musik an der Universidad Nacional de La Plata und erlangte den Doktorgrad an der Universidad Nacional de Córdoba. Er studierte Blockflöte bei Mario Videla und Gustavo Samela sowie in Bologna bei Pedro Memelsdorff, Querflöte bei Alfredo Ianelli, Barockflöte bei Wilbert Hazelzet in Den Haag, Kammermusik bei Tomás Tichauer, Musikanalyse und Komposition bei Mariano Etkin und Francisco Kröpfl sowie Musikerziehung bei Judith Ackoschky. Er unterrichtet Blockflöte am Conservatorio Nacional de Música “Carlos L. Buchardo” und am Conservatorio de la Ciudad de Buenos Aires, hat den Lehrstuhl für Musikgeschichte an der Fakultät für Kunst- und Musikwissenschaft der Universidad Católica Argentina und leitet dort das Centro de Estudios de Música Antigua (CEMAn). 
Als Flötensolist trat Pérsico u. a. mit dem Orquesta de Cámara de la Municipalidad de La Plata, der Camerata Bariloche, der Academia Bach, dem Conjunto Pro Música de Rosario, dem Orquesta Barroca del Mercosur, dem Orquesta Barroca del Plata und dem Orquesta Barroca del Suquía auf; als Kammermusiker arbeitete mit Gruppen für alte und Kammermusik wie der Vokal- und Instrumentalgruppe Juglerías”, den Gruppen Pro Arte de Flautas Dulces de Buenos Aires und In nomine, dem Quartett Novus und dem Quintett von Gabriel Senanes zusammen. Duoformationen bildete er mit der Gitarristin Silvia Fernández und dem Cembalisten Marcelo Bussi. Zeitgenössische Musik führte er mit der Agrupación Nueva Música, der Asociación Argentina de Compositores, der 
Fundación San Telmo und der von Carmelo Saitta geleiteten Grupo de Investigación e Improvisación Musical (GEIM) auf.

## Diskographie
- La Flauta Dulce en Francia
- La Flauta Dulce en Inglaterra
- Juglerías
- Ruidos y ruiditos III
- Ruidos y ruiditos IV
- Flauta barroca y clave
- Improvisaciones
- El gusto de los Luises
- Domenico Zipoli

## Weblink
- Homepage von Gabriel Pérsico